# José Alfonso Pizarro

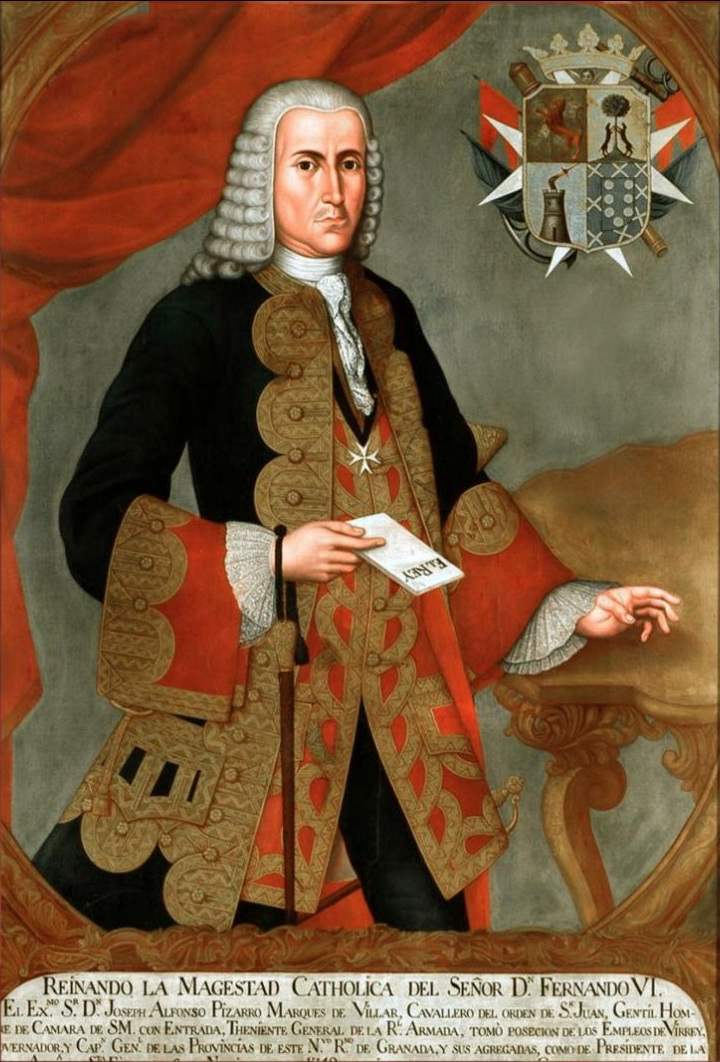
José Alfonso Pizarro

José Alfonso Pizarro, Markgraf (spanisch: Marqués) von Villar (* 1689 in Spanien; † 1762 (nach anderen Angaben: 1753) in Madrid, Spanien) war ein spanischer Offizier und Kolonialverwalter, der als Vizekönig von Neugranada amtierte.
Pizarro schlug eine Militärkarriere in der spanischen Marine ein. Er war Ritter des Johanniterordens und Kammerherr des spanischen Königs.
Als Flotillenbefehlshaber kämpfte er 1738 und 1739 gegen die englische Marine im War of Jenkins’ Ear. 1740 wurde er im Range eines Generalleutnants Oberbefehlshaber der spanischen Pazifikflotte.
1749 machte ihn Premierminister Zenón de Somodevilla y Bengoechea im Namen von König Ferdinand VI. zum Vizekönig von Neugranada als Nachfolger von Sebastián de Eslava y Lazaga. Pizarro erreichte die Kolonie und übernahm das Amt in Cartagena am 6. November 1749. Mit ihm kamen etliche Missionare ins Land, die die Christianisierung der indigenen Landbevölkerung voranbringen sollten.
Im Mai 1750 bezog er den Palast in Bogotá. Ende 1750 erkrankte er schwer und bat darum bald in Spanien um Entlassung aus seinem Amt.
Bis 1751 übernahm er auch die Generalkapitanate von Panamá und Veraguas unter die Hoheit des Vizekönigreichs. Er monopolisierte den Branntweinverkauf, was zum Unmut der Bevölkerung führte, aber die Staatseinnahmen verbesserte.
Für die zahlreich umherziehenden landlosen Indios schlug er die Ansiedlung in eigens errichteten Indianerdörfern vor, von denen einige in seiner Amtszeit errichtet wurden, aber nicht lange Bestand hatten. Auch einige Befestigungen an der Küste wurden unter seiner Herrschaft erweitert.
Ebenfalls in Pizarros Amtszeit fiel die Gründung der Jesuiten-Universität in Panama-Stadt.
1753 entsprach Madrid seinen Bitten um Entlassung, und Pizarro konnte das Amt an José Solís Folch de Cardona übergeben. Er machte sich unmittelbar auf die Rückreise nach Europa, wo er einigen Quellen zufolge noch im selben Jahr starb. Nach anderen Angaben lebte er noch 9 Jahre in Spanien, bis 1762.